# Częstomocz
Częstomocz (pollakisuria) – objaw chorobowy, polegający na częstym oddawaniu moczu, zwykle małymi porcjami. 
Może być jednym z objawów zakażeń układu moczowego (np. rzęsistkowicy), łagodnego rozrostu gruczołu krokowego. W przypadkach raka gruczołu krokowego często występuje częstomocz całodobowy z większym nasileniem w godzinach nocnych.
Częstomocz może wystąpić również w przypadku chorób pęcherza moczowego przebiegających z jego zapaleniem lub zmniejszeniem objętości, na przykład wskutek ucisku z zewnątrz, wskutek rozwijającej się ciąży lub guzów w obrębie miednicy mniejszej.
W diagnostyce konieczne zwykle jest wykonanie badań wykluczających zakażenie dróg moczowych (leukocyturia, ropomocz, posiew moczu), cystografia i badanie urodynamiczne.